# Vladimir (Michejkin)
Vladimir (světským jménem: Viktor Viktorovič Michejkin; * 11. září 1968, Petropavl) je kazašský duchovní Ruské pravoslavné církve a arcibiskup petropavlský a bulajevský.

## Život
Narodil se 11. září 1968 v Petropavlu.
Roku 1985 dokončil Petropavlskou střední školu č. 21. Poté nastoupil na Petropavlský pedagogický institut, na který v dnešní době tradicí navazuje Severokazašská státní univerzita). Zde získal titul z oboru historie.
Od roku 1990 byl ponomarem chrámu Všech svatých v Petropavlu.
Roku 1992 byl biskupem šymkentským a celinogradským Jelevferijem (Kozorezem) rukopoložen na diákona a 14. února 1993 na jereje.
Od září 1995 byl ředitelem soukromé střední školy svatého Sergija Radoněžského.
V letech 1996–2002 dálkově studoval na Tobolském duchovním semináři.
Dne 7. dubna 1997 mu bylo uděleno právo nosit náprsní kříž.
Dne 31. srpna 1998 byl ustanoven představeným chrámu Všech svatých v Petropavlu.
Dne 5. května 2002 byl povýšen na protojereje. Stejného roku započal studium na Pravoslavné humanitní univerzitě svatého Tichona v Moskvě, kterou dokončil roku 2007.
Od roku 2005 byl předsedou eparchiálního oddělení pro náboženskou výchovu, katechezi a práci s mládeží. Dne 25. února 2012 byl ustanoven členem eparchiální rady a zástupcem vedoucího eparchiálního soudu petropavlské eparchie.
Dne 30. května 2014 jej Svatý synod zvolil biskupem petropavlským a bulajevským.
Dne 5. června 2014 byl v chrámu svatých mučednic Věry, Naděždy Ljuby a Sofie v Moskvě arcibiskupem naro-fominským Justinianem (Ovčinnikovem) postřižen na monacha se jménem Vladimir na počest svatého apoštolům rovného knížete Vladimíra. O dva dny později byl ve stejném chrámu metropolitou astanským a kazachstánským Alexandrem (Mogiljovem) povýšen na archimandritu a v Trojicko-sergijevské lávře byl oficiálně jmenován biskupem.
Dne 8. června 2014 proběhla v Trojicko-sergijevské lávře jeho biskupská chirotonie. Světiteli byli patriarcha moskevský Kirill, metropolita astanský a kazachstánský Alexandr (Mogiljov), arcibiskup verejský Jevgenij (Rešetnikov), arcibiskup birobidžanský a kuldurský Iosif (Balabanov), arcibiskup sergijevo-posadský Feognost (Guzikov), biskup Gurij (Šalimov), biskup dmitrovský Feofilakt (Moisejev), biskup solněčnogorský Sergij (Čašin) a biskup čeljabinský a zlatoustský Nikodim (Čibisov).
Dne 6. května 2022 byl v chrámu Krista Spasitele v Moskvě povýšen patriarchou Kirillem na arcibiskupa.